# The Middle Kingdom
The Middle Kingdom (с англ. — «Среднее Королевство») — второй альбом ирландской фолк-метал-группы Cruachan, выпущен в 2000 году компанией Hammerheart Records.

## Список композиций
1. A Celtic Mourning — 04:01
2. Celtica (Voice of the Morrigan) — 05:38
3. The Fianna — 04:53
4. A Druids Passing — 03:22
5. Is Fuair An Chroi — 04:51
6. Cattle Raid of Cooley — 04:46
7. The Middle Kingdom — 04:38
8. Ó Ró Sé do Bheata 'Bhaile — 04:17
9. Unstabled (Steeds of Macha) — 04:26
10. The Butterfly — 03:46
11. To Hell or to Connaught — 3:52 (Bonus Track)

## Участники записи
- Keith Fay (O'Fathaigh) — вокал, электро- и акустическая гитара, мандолина, бойран, кости
- Joe Farrell — ударные, перкуссия
- Karen Gilligan — вокал, перкуссия
- John Clohessy — бас-гитара, бэк-вокал
- John O'Fathaigh — ирландская флейта, низкий свисток, вистл, деревянная флейта, ирландская волынка
- Andy Kelligan — волынка горцев